# Błękitna Dajka

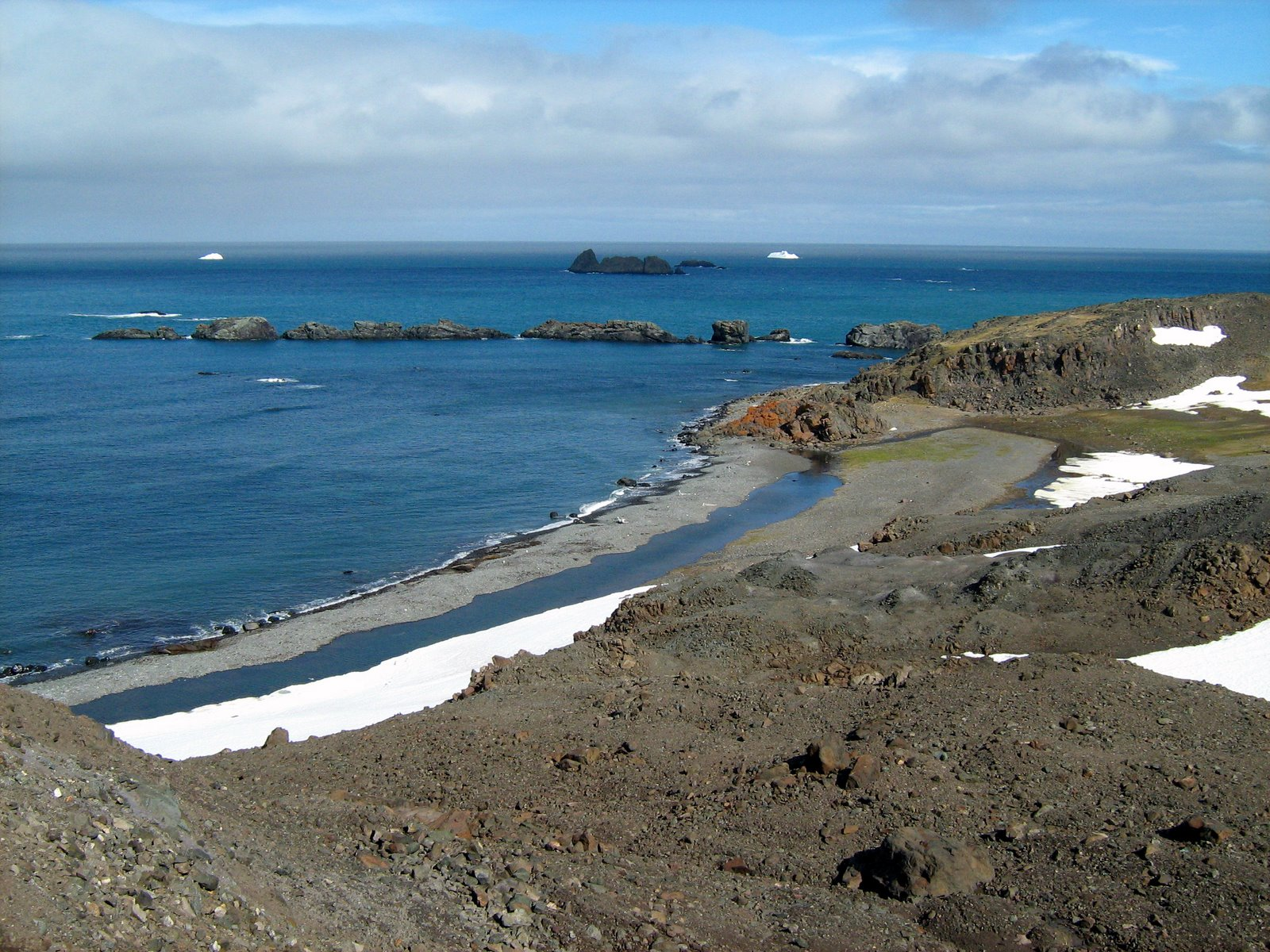
Przylądek Błękitna Dajka

Błękitna Dajka (ang. Blue Dyke) - przylądek i grupa skalistych wysepek w Cieśninie Bransfielda u południowych wybrzeży Wyspy Króla Jerzego, na terenie  Szczególnie Chronionego Obszaru Antarktyki "Zachodni brzeg Zatoki Admiralicji" (ASPA 128). Nazwa, nadana przez polską ekspedycję naukową, nawiązuje do niebieskawej barwy tamtejszej andezytowej dajki.